# ویکتوریا پینتر
ویکتوریا پینتر (انگلیسی: Viktoria Pinther؛ زادهٔ ۱۶ اکتبر ۱۹۹۸) بازیکن فوتبال اهل اتریش است.
از باشگاه‌هایی که در آن بازی کرده‌است می‌توان به باشگاه فوتبال سنت پولتن اشاره کرد.
وی همچنین در تیم‌های ملی فوتبال زنان اتریش بازی کرده‌است.